# География Объединённых Арабских Эмиратов
Объединённые Арабские Эмираты занимают территорию на северо-восточном окончании Аравийского полуострова. ОАЭ граничат с Саудовской Аравией на юге и западе и с Оманом на востоке. Его северное побережье находится напротив Ирана через Персидский залив, в то время как Катар — всего в 50 км к северо-западу. ОАЭ состоят из семи эмиратов — Абу-Даби, Аджман, Дубай, Фуджейра, Рас-эль-Хайма, Шарджа и Умм-эль-Кайвайн. Вместе эти эмираты занимают территорию примерно таких же размеров, как Португалия. Пустыня занимает 92% территории ОАЭ. 

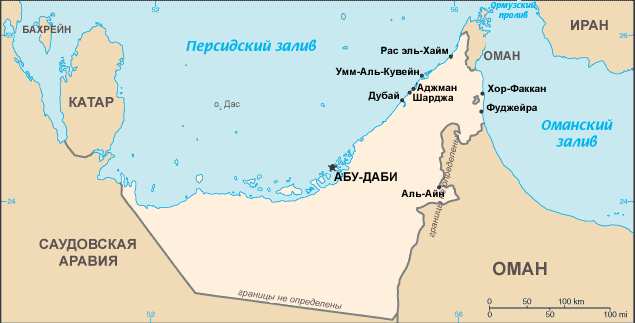
Карта ОАЭ

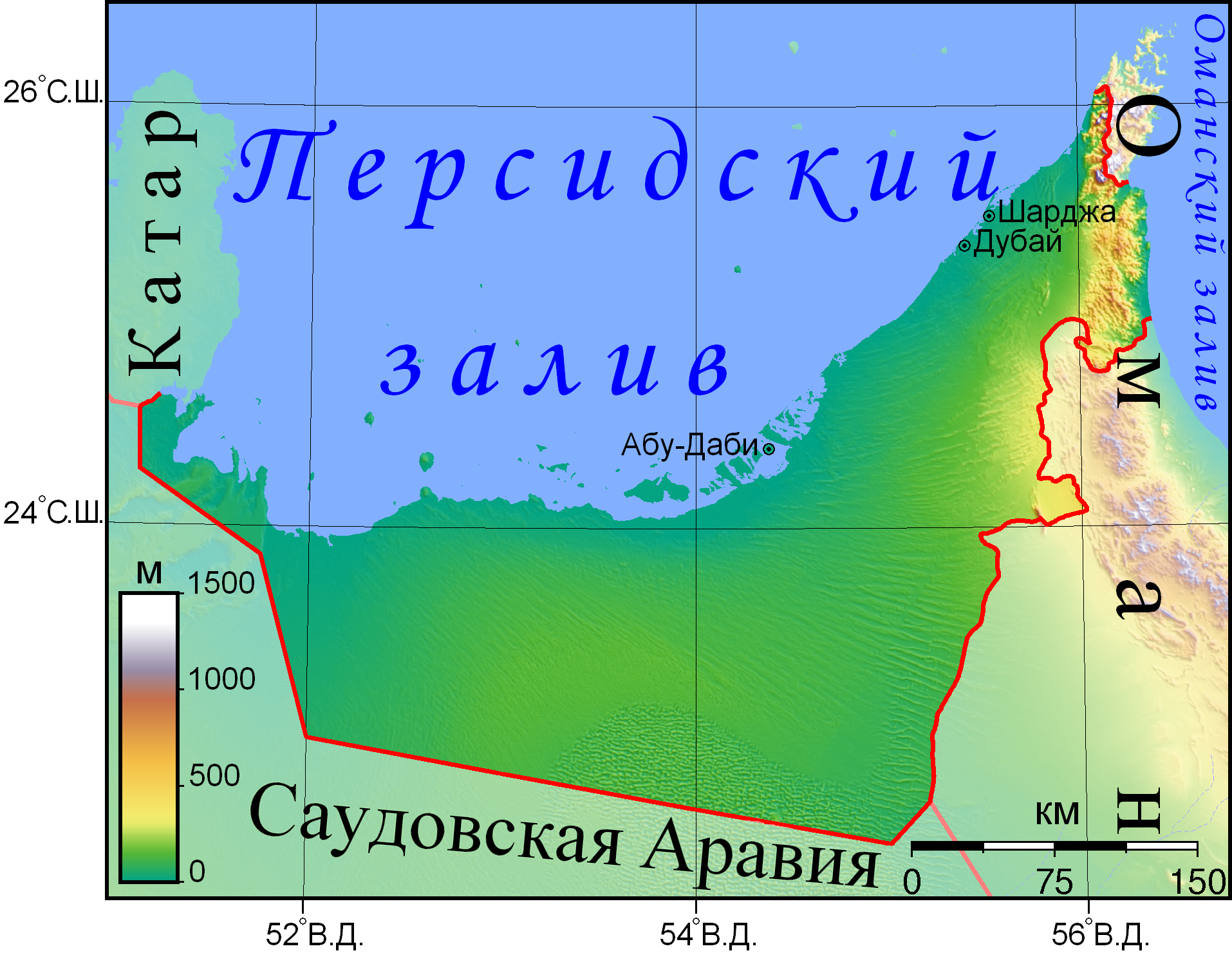
Рельеф ОАЭ

Особенность географии ОАЭ заключается в том, что большую часть территории Объединённых Арабских Эмиратов занимает пустыня (Руб-эль-Хали) — самая большая в мире область, покрытая песком. Прибрежные области Объединённых Арабских Эмиратов покрыты слоем соли, имеются её месторождения, в то время как северные и восточные регионы страны охвачены зеленью. Горный рельеф характерен для северных и восточных регионов страны.

## Климат
Климат страны очень жаркий и сухой (тропический пустынный). Часто бывают песчаные бури. Средний максимум в тени в летние месяцы приблизительно 40—47 °С, но часто достигает 50 °С. Температура зимой: днём 20—23 °С, ночью холоднее, но заморозки — явление исключительно редкое. Осадки нерегулярны, преимущественно с ноября по май, годовая норма примерно 100 мм.

## Живая природа
Представители фауны — пустынная лиса,аравийский леопард и возвращённый в природу в 2007 году аравийский орикс, чаще можно увидеть одногорбых верблюдов и диких коз. Во время весенних и осенних миграций птиц, пролетающих из Средней Азии и Восточной Африки, можно наблюдать их большие скопления на севере страны. 
Повсеместно водятся блестящие вороны (домовые вороны), майны, сизые голуби, малые и кольчатые горлицы. В парках в течение всего года можно увидеть белоухого и красногузого бюльбюлей, серых турачей, малабарских амадин, удодов, попугаев Крамера. Около моря живут персидские бакланы и пегие скворцы, иногда встречаются камышницы.
За пределами гористых областей в эмиратах Эль-Фуджайра и Рас эль-Хайма большая часть растительности — результат программы правительства по озеленению страны: даже рощи финиковых пальм в оазисе Бурайми, на восточной границе страны, были сюда завезены из муниципальных парков. Несмотря на тяжёлый для флоры пустынный климат, в Дубае открыт самый большой в мире парк цветов.